# 隨風而逝的記憶
《隨風而逝的記憶》（日语：風の名はアムネジア）是菊地秀行的科幻小說作品，於1983年10月31日發售。後來改編成動畫電影於1990年12月22日上映，臺灣由首華卡通頻道代理播放。

## 外部連結
- 隨風而逝的記憶在動畫新聞網百科全書中的資料（英文）
- 互联网电影数据库（IMDb）上《隨風而逝的記憶》的资料（英文）